# داليبور ميتروفيتش
داليبور ميتروفيتش هو لاعب كرة قدم صربي في مركز الدفاع، ولد في 3 أكتوبر 1980 في ليسكوفاتس في صربيا. لعب مع راد بيوغراد ونادي دوبوسيكا ونادي فويفودينا.